# Старая Деревня (Иркутская область)
Ста́рая Дере́вня — деревня в Киренском районе Иркутской области. Входит в состав Киренского городского поселения.

## География
Деревня находится на правом берегу реки Лена, на расстоянии 9 км к юго-западу от города Киренск, административного центра района.

## Население
| 2002 | 2010 | 2011 | 2012 |
| ---- | ---- | ---- | ---- |
| 13   | ↘11  | →11  | →11  |

## Улицы
В деревне имеется одна улица — Трудовая.